# Andrés Gimeno
Andrés Gimeno, właśc. Andrés Gimeno Tolaguera (ur. 3 sierpnia 1937 w Barcelonie, zm. 9 października 2019 tamże) – hiszpański tenisista, zwycięzca French Open 1972 w grze pojedynczej, reprezentant w Pucharze Davisa.

## Kariera sportowa
Gimeno był zawodnikiem praworęcznym, najlepiej czującym się na linii końcowej kortu, ale dysponującym również solidnym serwisem i skuteczną grą wolejową. Jego kariera przypadła na wyjątkowy moment w historii tenisa – początkowo rywalizował jako amator, by następnie przez kilka lat próbować swoich sił wśród tenisistów zawodowych, ale w 1968, dzięki przyjęciu formuły „open”, mógł powrócić do gry w turniejach Wielkiego Szlema i Pucharze Davisa. Właśnie w erze „open”, kiedy miał już ukończone 30 lat, odniósł swoje największe sukcesy.
U schyłku lat 50. był pierwszą rakietą Hiszpanii. Walczył również o czołowe pozycje na świecie, ale bez większego powodzenia. Zdarzały mu się pojedyncze sukcesy – w 1959 był w ćwierćfinale międzynarodowych mistrzostw Australii, rok później w parze z rodakiem José Luisem Arillą osiągnął finał międzynarodowych mistrzostw Francji (Hiszpanie musieli uznać wyższość Roya Emersona i Neale Frasera 2:6, 10:8, 5:7, 4:6). Również w 1960 wygrał halowy turniej Queen’s Clubu w Londynie. W 1958 debiutował w reprezentacji narodowej w Pucharze Davisa, gdzie do jego najcenniejszych sukcesów należały zwycięstwa nad znanymi Szwedami Janem-Erikiem Lundqvistem i Ulfem Schmidtem.
W 1960 zdecydował się przejść na zawodowstwo. Uczestniczył w seriach spotkań z najlepszymi graczami (tzw. tourach), walcząc m.in. z Ricardo Gonzálezem, Kenem Rosewallem, Rodem Laverem, Butchem Buchholzem, Barry McKayem, Lew Hoadem, Alexem Olmedo, Frankiem Sedgmanem, Tony Trabertem, Ashleyem Cooperem, Luisem Ayalą. W tourze z 1961 triumfował Ricardo González, dwa lata później dominowali Australijczycy Rosewall i Laver. Gimeno walczył również w turniejach profesjonalistów, dochodząc w 1965 do finału mistrzostw na Wembley, a w 1967 do finału zawodowych mistrzostw USA. W obu tych imprezach musiał uznać wyższość Roda Lavera.
Era „open” zastała go w zaawansowanym stadium kariery i nie rozpoczęła się najlepiej – na Wimbledonie w 1968 został niespodziewanie wyeliminowany już w III rundzie przez młodszego o 10 lat Południowoafrykańczyka Raya Moore’a. Wkrótce jednak na jego koncie pojawiły się liczne sukcesy. Gimeno dołączył do założonego przez Lamara Hunta cyklu World Championship Tennis, uczestnicząc także w innych największych imprezach. W mistrzostwach Francji w 1968 osiągnął półfinał, przegrywając po zaciętym meczu z późniejszym triumfatorem Rosewallem 6:3, 3:6, 5:7, 6:3, 3:6. W 1969 w półfinale Australian Open wyeliminował Raya Ruffelsa 6:2, 11:9, 6:2, by w meczu finałowym nie sprostać Rodowi Laverowi, który kilka miesięcy później po nowojorskim triumfie zapisał się w historii tenisa jako pierwszy zawodnik z drugim skompletowanym Wielkim Szlemem. W Paryżu w 1969 Gimeno odpadł w ćwierćfinale. Rok później doszedł do półfinału Wimbledonu, gdzie jego pogromcą okazał się John Newcombe (3:6, 6:8, 0:6).
Największy sukces w karierze Gimeno przypadł na rok 1972. Niespełna 35-letni Hiszpan okazał się najlepszy w wielkoszlemowym turnieju paryskim, zapisując się zarazem w historii imprezy jako jej najstarszy triumfator w grze pojedynczej mężczyzn. W półfinale pokonał reprezentanta ZSRR Aleksa Metrewelego 4:6, 6:3, 6:1, 2:6, 6:3, a w finale przedstawiciela gospodarzy, Patricka Proisy'ego 4:6, 6:3, 6:1, 6:1. Finałowy przeciwnik, który w półfinale wyeliminował drugiego Hiszpana Manuela Orantesa, był od Gimeno młodszy o 12 lat. Rezultaty te pozwoliły Gimeno trafić do pierwszej dziesiątki rankingów światowych, wciąż mających charakter nieoficjalny i uznaniowy; „Daily Telegraph” umieściło Hiszpana na 10. miejscu na świecie w 1969, 1970 i 1972. Uruchomienie oficjalnej klasyfikacji ATP w 1973 przyszło już dla Gimeno nieco za późno – w sierpniu tegoż roku zajmował miejsce 49.
Osiągnięcia Andrésa Gimeno w erze „open” to nie tylko turnieje wielkoszlemowe. W 1971 wygrał międzynarodowe mistrzostwa Niemiec (w finale z Węgrem Peterem Szoke 6:3, 6:2, 6:2), rok później był w finale turnieju halowego w Paryżu, gdzie przegrał z Amerykaninem Stanem Smithem 2:6, 2:6, 5:7. Wygrał łącznie pięć turniejów i w dalszych pięciu był w finałach (uwzględniając imprezy Wielkiego Szlema). Sukcesy odnosił także jako deblista. W 1968 w parze z Ricardo Gonzálezem był w finale mistrzostw Wielkiej Brytanii na kortach twardych (zwycięstwo przypadło Royowi Emersonowi i Rodowi Laverowi). Również w 1968 Gimeno doszedł do finału US Open w deblu, mając za partnera Arthura Ashe’a, by ulec w finale Bobowi Lutzowi i Stanowi Smithowi 9:11, 1:6, 5:7. W 1971 Hiszpan triumfował w grze podwójnej międzynarodowych mistrzostw Niemiec w Hamburgu (niezależnie od sukcesu w singlu), w parze z Australijczykiem Johnem Alexandrem; mniej szczęśliwie wypadł w międzynarodowych mistrzostwach Włoch, gdzie partnerując Brytyjczykowi Rogerowi Taylorowi musiał w finale uznać wyższość Australijczyków Johna Newcombe'a i Tony’ego Roche’a (4:6, 4:6).
W 1972 po 12-letniej przerwie Gimeno powrócił do reprezentacji pucharowej. Miał udział w awansie Hiszpanii do półfinału międzystrefowego, gdzie odniósł dwa singlowe zwycięstwa nad silnymi Amerykanami Stanem Smithem i Haroldem Solomonem; wobec słabszej postawy drugiego Hiszpana Juana Gisberta nie wystarczyło to jednak do końcowego zwycięstwa (Gisbert przegrał oba single, w deblu Gimeno i Gisbert musieli uznać wyższość Stana Smitha i Erika Van Dillena). W 1973 Gimeno pożegnał się z drużyną narodową zwycięstwem nad Szwedem Ove Bengtsonem w pięciu setach. Bilans jego występów w Pucharze Davisa zamknął się 23 wygranymi przy 10 porażkach, z czego w grze pojedynczej Gimeno wygrał 18 spotkań, a przegrał 5.

## Osiągnięcia w turniejachwielkoszlemowych
- Australian Open
  - gra pojedyncza – finał 1969
- międzynarodowe mistrzostwa Francji i French Open
  - gra pojedyncza – wygrana 1972
  - gra podwójna – finał 1960 (z Jose-Luisem Arillą)
- US Open
  - gra podwójna – finał 1968 (z Arthurem Ashe’em)

## Finały singlowe w turniejach wielkoszlemowych
- Australian Open 1969 – 3:6, 4:6, 5:7 z Rodem Laverem
- French Open 1972 – 4:6, 6:3, 6:1, 6:1 z Patrickiem Proisy

## Zwycięstwa turniejowe w erze „open”
- gra pojedyncza
  - 1971 Hamburg
  - 1972 Eastbourne, Gstaad, Los Angeles, French Open
- gra podwójna
  - 1970 St. Louis
  - 1971 Hamburg
  - 1972 Salisbury

## Finały turniejowe w erze „open”
- gra pojedyncza
  - 1969 Australian Open
  - 1970 Casablanca
  - 1972 Bruksela, Paryż (hala)
  - 1973 Hilversum
- gra podwójna
  - 1968 US Open (z Arthurem Ashe’em)
  - 1969 Sztokholm
  - 1970 South Orange
  - 1971 Barcelona, Rzym
  - 1972 Paryż (hala), Hampton, Kansas City, Madryt